# 서천호
서천호(徐千浩, 1961년 9월 8일~)는 대한민국의 정치인이다. 제22대 국회의원이다.
경찰대학교를 졸업하였으며, 경기경찰청장과 경찰대학장을 지냈다. 이후 박근혜 정부가 출범한 이후 국가정보원 제2차장직을 지냈다.
제22대 국회의원 선거를 앞두고 사천시·남해군·하동군 선거구에 출마를 선언했으며 국민의힘 경선에서 승리하면서 공천이 확정되었다. 본 선거 결과 55.58%의 득표율을 기록하면서 제22대 국회의원으로 당선되었다.

## 학력
- 창선중학교 졸업
- 진주고등학교 졸업
- 경찰대학 법학 학사
- 동국대학교 행정대학원 행정학 석사
- 경남대학교 대학원 행정학 박사

## 경력
- 2000. 1.~2001. 1. 전라북도 순창경찰서장
- 경찰대학 경찰학과장
- 경찰대학 학생과장
- 2002. 7.~2003. 4. 경기도 과천경찰서장
- 경찰청 정보2과 과장
- 2004. 7.~2006. 3. 서울특별시 수서경찰서장
- 경찰청 감찰담당관
- 2006. 12. 경남지방경찰청 차장
- 2008. 3. 경찰청 기획정보심의관
- 2009. 3. 서울지방경찰청 정보학부 부장
- 2010. 1. 경찰청 경비국 국장
- 2010. 9. 부산지방경찰청 청장
- 2012. 3.~2012. 5. 제26대 경기지방경찰청 청장
- 2012. 5.~2013. 4. 제37대 경찰대학 학장
- 2013. 4.~2014. 4. 국가정보원 제2차장(차관급)
- 2024. 3.~2024. 4. 제22대 국회의원 선거 국민의힘「국민 희망의 길」 경남선거대책위원회 우주항공청출범대책특별위원회 공동위원장
- 2024. 4. 10. 대한민국 제22대 국회의원 선거 당선(경남 사천시·남해군·하동군, 국민의힘, 초선)
- 2024. 5.~ 국민의힘 경상남도당 사천시·남해군·하동군 당원협의회 위원장
- 2024. 8.~ 국민의힘 재해대책위원장
- 2025. 3.~ 국민의힘 산불재난대응 특별위원회 간사
- 2025. 5.~2025. 6. 제21대 대통령 선거 국민의힘 김문수 대통령 후보 경남 선거대책위원회 공동선거대책위원장
- 2025. 5.~2025. 6.: 제21대 대통령 선거 국민의힘 김문수 대통령 후보 직속 정책총괄본부 우주항공산업정책위원장

### 의정활동
- 2024. 5.~ 제22대 국회의원(경남 사천시·남해군·하동군, 국민의힘, 초선)
  - 2024. 6.~: 제2기 국회지역균형발전포럼 연구위원
  - 2024. 6.~2024. 6.: 제22대 국회 전반기 행정안전위원회 위원
  - 2024. 6.~: 제22대 국회 전반기 농림축산식품해양수산위원회 위원
    - 제22대 국회 전반기 농림축산식품해양수산위원회 농림축산식품법안심사소위원회 위원
    - 제22대 국회 전반기 농림축산식품해양수산위원회 예산결산심사소위원회 위원

  - 국회 글로벌외교안보포럼 구성의원
  - 미래 국토인프라혁신 포럼 구성의원
  - 2025. 1.~ 제22대 국회 12.29 여객기 참사 진상규명과 피해자 및 유가족의 피해구제를 위한 특별위원회 위원
    - 제22대 국회 12.29 여객기 참사 진상규명과 피해자 및 유가족의 피해구제를 위한 특별위원회 진상규명 및 재발방지 소위원회 위원

  - 2025. 4.~ 국회 산불피해지원대책 특별위원회 위원

## 역대 선거 결과
| 실시년도 | 선거   | 대수 | 직책     | 선거구                    | 정당     | 득표수   | 득표율          | 순위 | 당락 | 비고 |
| -------- | ------ | ---- | -------- | ------------------------- | -------- | -------- | --------------- | ---- | ---- | ---- |
| 2024년   | 총선   | 22대 | 국회의원 | 경남 사천시·남해군·하동군 | 국민의힘 | 64,750표 | \| \| 55.58% \| | 1위  |      | 초선 |
|          | 55.58% |      |          |                           |          |          |                 |      |      |      |

## 같이 보기
- 사천시·남해군·하동군
- 사천시의 국회의원
- 남해군의 국회의원
- 하동군의 국회의원
- 대한민국의 국가정보원 차장